# 亨雷號驅逐艦 (DD-39)
亨雷號驅逐艦（舷號DD-39）是一艘隸屬於美國海軍的驅逐艦，為保爾丁級驅逐艦的18號艦。她是美軍第一艘以亨雷為名的軍艦，以紀念美法准戰爭時期的海軍上校羅拔·亨雷（Robert Henley）。
亨雷號在1911年於霍河造船廠開始建造，在1912年下水服役。接著亨雷號留在大西洋執勤，並在美國入侵韋拉克魯斯期間在外海戒備。美國參與第一次世界大戰後，亨雷號留在美國東岸，掩護協約國商船。戰後亨雷號在1919年退役，並在1924年轉交美國海岸防衛隊，負責截查酒精走私。1931年亨雷號回歸海軍，在1934年除籍，按倫敦海軍條約出售拆解。